# Страх и ненависть в Лас-Вегасе
«Страх и ненависть в Лас-Вегасе» (англ. Fear and Loathing in Las Vegas) — кинофильм режиссёра Терри Гиллиама, основанный на книге Хантера Томпсона «Страх и отвращение в Лас-Вегасе». Сюжет рассказывает о поездке журналиста Рауля Дюка (списанного с Томпсона) и его адвоката Гонзо в Лас-Вегас, которая превращается в фантасмагорическое безумие из-за того, что герои злоупотребляют наркотиками. Фильм был выпущен 22 мая 1998 года и собрал в прокате в США всего 10,7 миллионов долларов при бюджете 18,5 миллионов. Тем не менее впоследствии фильм приобрёл статус культового.
Теглайн фильма: «Покупай билет, и — в путь» (англ. Buy the ticket, take the ride).
По аналогичному сюжету «Страх и ненависть в Лас-Вегасе», ранее был снят фильм "Там, где бродит Бизон" (1980), режиссер Арт Линсон, в главной роли Билл Мюррей, т.е. за 18 лет, до фильма с Джони Деппом.

## Сюжет
Действие фильма происходит в 1971 году. Главные герои фильма, журналист Рауль Дюк (Джонни Депп) и его адвокат доктор Гонзо (Бенисио дель Торо), едут в Лас-Вегас через Неваду на красной Шевроле Импала. Их главная цель — статья для журнала о местной гонке «Минт 400», но путешествие быстро превращается в психоделический трип, оба проходят через наркотический бред и ужасающие галлюцинации. Обзор «Минт 400» ввиду непогоды и отсутствии интереса у рецензента оборачивается полным провалом. Вместо этого Дюк и Гонзо отправляются в казино «Bazooko Circus». Под действием психоделиков адвокат доходит до невменяемого состояния, и Дюк увлекает его обратно в отель.
Оставив Гонзо в номере, Дюк отправляется попытать счастья с рулеткой. Вернувшись, он находит номер разгромленным, а Гонзо — в крайней степени наркотического опьянения, принимающим ванну одетым и слушающим магнитофон на полную громкость. Забрав магнитофон и забаррикадировав Гонзо в ванной, Дюк кое-как устраивается спать.
Утром, обнаружив, что доктор Гонзо уже смылся в Лос-Анджелес, и не имея возможности оплатить счёт, Дюк также убегает из отеля. Находясь на полпути в Калифорнию, он звонит в офис Гонзо и получает по телефону новое задание — освещение в газете конференции окружных прокуроров по теме «Наркотики и опасные лекарства». Дюк поворачивает обратно и заселяется в отель Flamingo Las Vegas, где его уже поджидает Гонзо. Выясняется, что Гонзо, находясь под действием наркотиков, привёл в гостиничный номер некую несовершеннолетнюю художницу Люси, которой уже успел дать ЛСД. Встревоженный перспективой ареста за похищение и растление малолетних, Дюк заставляет Гонзо избавиться от неё. Благодаря ловкости адвоката им это удаётся.
Конференция окружных прокуроров, озабоченных распространением наркотиков, кажется Дюку и Гонзо сборищем ненормальных, и они смываются оттуда. В номере Дюк пробует адренохром, но намеренно увеличивает дозу и испытывает сильнейший приступ. Нить повествования теряется. Дюк осознаёт себя посреди разнесённого номера и урывками вспоминает некоторые события. Одно из последних воспоминаний — Дюк отвозит доктора Гонзо на самолёт и провожает его фигуру следующей мыслью: «Вот он. Один из прототипов самого Бога: всемогущий мутант, которого не предполагали пускать в массовое производство: слишком странный, чтобы жить, слишком редкий, чтобы умереть».
Дюк возвращается в отель закончить свой очерк о путешествии и выдвигается назад в Лос-Анджелес.

## В ролях
- Джонни Депп — Рауль Дюк / Хантер С. Томпсон
- Бенисио дель Торо — доктор Гонзо / Оскар З. Акоста
- Тоби Магуайр — автостопщик
- Эллен Баркин — официантка в кафе «Северная Звезда»
- Гэри Бьюзи — полицейский
- Кристина Риччи — Люси
- Камерон Диас — телерепортёр
- Кэтрин Хелмонд — портье в отеле «Минт»
- Майкл Джетер — Л. Рон Бамквист
- Фли — хиппи
- Крейг Бирко — Ласерда
- Кристофер Мелони — портье в отеле «Фламинго»

## История создания фильма
Съёмки фильма несколько раз переносились. Изначально основными претендентами на роль Дюка и Гонзо были Джек Николсон и Марлон Брандо, но к моменту начала работы над фильмом они стали слишком стары. Позже рассматривались кандидатуры Дэна Эйкройда и Джона Белуши, но Белуши умер до начала съёмок. Джон Малкович и Джон Кьюсак были возможными кандидатами на роль Дюка, однако когда Хантер Томпсон встретился с Джонни Деппом, он заявил, что никто не подходит на роль лучше, чем Депп.
Ведущие актёры тщательно подготовились к съёмкам. Дель Торо набрал более 18 кг перед съёмками и тщательно изучил жизнь Акосты. Депп жил с Томпсоном несколько месяцев, изучая его привычки и манеры. Депп даже выменял у Томпсона свой автомобиль на знаменитый красный «Шевроле Импала» с откидным верхом (который известен под названием «Большая Красная Акула») и проехал на нём через всю Калифорнию. Большая часть костюмов, которые Депп носит в фильме — копии с костюмов, которые Депп одолжил у Томпсона. Томпсон лично побрил голову Деппу.
Оба актёра были выбраны первым режиссёром фильма, Алексом Коксом, который написал и первый сценарий вместе с Тод Дэвис. Когда режиссёром проекта стал Гиллиам, он отказался от сценария Кокса/Дэвиса. Томпсону также не понравился этот вариант, и он не одобрил подход Кокса к фильму. Гиллиам после этого написал новый сценарий в соавторстве с Тони Грисони. Когда подошло время выхода фильма, Гиллиам узнал, что «Гильдия Писателей Америки» не разрешает убрать имена Кокса и Девиеса из титров, несмотря на то, что ни одной строчки из их сценария не было использовано в фильме. Разозлившись из-за этого, Гиллиам покинул Гильдию и на некоторых ранних премьерных копиях фильма сделал короткое вступление, где анонимный диктор убеждает аудиторию в том, что в создании фильма не принимал участия ни один сценарист, несмотря на то, что они упоминаются в титрах.
Хантер Томпсон появился в фильме в роли самого себя. В воспоминаниях герой Деппа, проходя по залу клуба «Матрица» во время выступления Jefferson Airplane, видит человека за столом и произносит: «Это был я… Матерь Божья! Это же я!» — при этом человек, сидящий за столом — это Томпсон.

## Награды и номинации
- 1998 — Каннский кинофестиваль, номинация — Терри Гиллиам.
- 1998 — Национальная Премия Кинокритики (Россия), Золотой Овен в номинации Лучший иностранный актёр — Джонни Депп.
- 1998 — Stinkers Bad Movie Awards, номинации — Джонни Депп и Бенисио Дель Торо (худший экранный дуэт), Бенисио Дель Торо (худший актёр второго плана)

## Музыка к фильму
Список композиций:
1. Big Brother and the Holding Company — Combination of the Two
2. Brewer & Shipley — One Toke over the Line
3. Tom Jones — She’s a Lady
4. The Yardbirds — For Your Love
5. Jefferson Airplane — White Rabbit
6. Tomoyasu Hotei & Ray Cooper — Drug Score (Part 1 — Acid Spill)
7. The Youngbloods — Get Together
8. Three Dog Night — Mama Told Me (Not to Come)
9. Bob Dylan — Stuck Inside of Mobile with the Memphis Blues Again
10. Booker T. & the MG’s — Time Is Tight
11. Perry Como — Magic Moments
12. Tomoyasu Hotei & Ray Cooper — Drug Score (Part 2 — Adrenochrome-The Devil’s Dance)
13. Debbie Reynolds — Tammy
14. Tomoyasu Hotei & Ray Cooper — Drug Score (Part 3 — Flashbacks) (включая фрагмент «Star-Spangled Banner»)
15. Buffalo Springfield — Expecting to Fly
16. Dead Kennedys — Viva Las Vegas

### Песни, звучавшие в фильме, но не вошедшие в саундтрек
1. Lennon Sisters — My Favorite Things
2. Elmer Bernstein — Thinking of Baby
3. The Out Islanders — Moon Mist
4. Combustible Edison — Spy vs. Spy
5. Beck, Bogert & Appice — Lady
6. Robert Goulet — My Love, Forgive Me
7. Tom Jones — It’s Not Unusual
8. Hollyridge Strings — Sgt. Pepper’s Lonely Hearts Club Band
9. Jefferson Airplane — Somebody to Love
10. Wayne Newton — Strangers in the Night
11. Frank Sinatra — You’re Getting to Be a Habit with Me
12. Ohio Express — Yummy Yummy Yummy
13. Big Brother and the Holding Company — Ball and Chain
14. The Rolling Stones — Jumpin’ Jack Flash